# PT-91
Il PT-91 Twardy è un carro armato da combattimento sviluppato in Polonia sulla base del carro armato di fabbricazione sovietica T-72M.

## Sviluppo
A partire dal 1981 Bumar-Łabędy produsse su licenza i T-72M destinati alla Wojska Lądowe e dal 1986 iniziò a produrre i T-72M1. Le licenze vendute dall'Unione Sovietica alla Polonia non comprendevano alcuni componenti, che vennero sostituiti con parti prodotte localmente. A partire dalla fine degli anni '80 l'esercito polacco ha ammodernato tutti i suoi T-55 a T-55AM Merida. Il successo della conversione ha convinto lo Stato Maggiore a sviluppare un piano di aggiornamento per tutti gli altri carri armati delle forze armate polacche. Alla fine del 1988 venne approvata la preparazione dell'ammodernamento dei T-72M1. Inizialmente lo sviluppo dell'ammodernamento dei T-72M1 avvenne lentamente perché erano in corso colloqui con l'Unione Sovietica per acquistare la licenza per produrre una versione più recente del T-72, il T-72S. I negoziati si interruppero nel 1989 a causa dei cambiamenti politici in atto e l'ammodernamento dei T-72M1 venne sviluppato nuovamente.
Il primo tentativo di ammodernamento del T-72M1, sviluppato nella seconda metà degli anni '80 e denominato Wilk, fu abbandonato a causa della trattativa per l'acquisto della licenza del T-72S. I lavori per l'ammodernamento ripresero nel luglio 1991 utilizzando l'esperienza accumulata sul programma Wilk e il nuovo progetto venne denominato dapprima Hard e più avanti Twardy. I lavori di ammodernamento sono stati svolti da Bumar-Łabędy in collaborazione con l'OBRUM a partire dal 1992; nel 1993 è stato presentato il primo prototipo e il nome del carro armato è stato cambiato in PT-91 Twardy.
Le debolezze identificate nel T-72M1 erano scarsa mobilità, scarsa corazzatura, scarsa precisione a causa della mancanza del sistema di puntamento originale e dell'obsolescenza del cannone e del relativo sistema di stabilizzazione, mancanza di munizioni moderne, mancanza di dispositivi di osservazione e mira notturni. Di conseguenza il motore W-46 da 780 hp è stato sostituito con un PZL-Wola S-12U da 850 hp derivato dal W-46, è stata installata la corazza reattiva ERAWA, è stato installato il sistema di protezione anti-laser Obra-3, i grembiuli laterali in gomma sono stati sostituiti con grembiuli metallici, è stato aggiunto un grembiule di gomma sulla parte anteriore dello scafo per migliorare la protezione dalle mine, è stato installato il sistema di puntamento Drawa, i dispositivi di visione notturna attiva sono stati sostituiti da dispositivi passivi, è stata installata una radio R-173 e sono stati adottati nuovi cingoli in composito di gomma.

## Descrizione
Il PT-91 è un MBT a cavallo fra la II e la III generazione. L'equipaggio è composto dal pilota, dal capocarro e dall'artigliere; il pilota si trova nella parte anteriore centrale dello scafo, il capocarro e l'artigliere si trovano in torretta. L'artigliere utilizza il sistema di puntamento Drawa, che include un computer balistico, sistemi di mira diurni PCD e notturni PCN-A, un mirino termico ELOP TES, un telemetro laser TPD-K1M e un sensore delle condizioni meteo. Il capocarro ha a disposizione un sistema di osservazione passivo diurno-notturno POD-72. A partire dal 2014 i mirini ELOP TES sono stati sostituiti da termocamere KLW-1 Asteria.

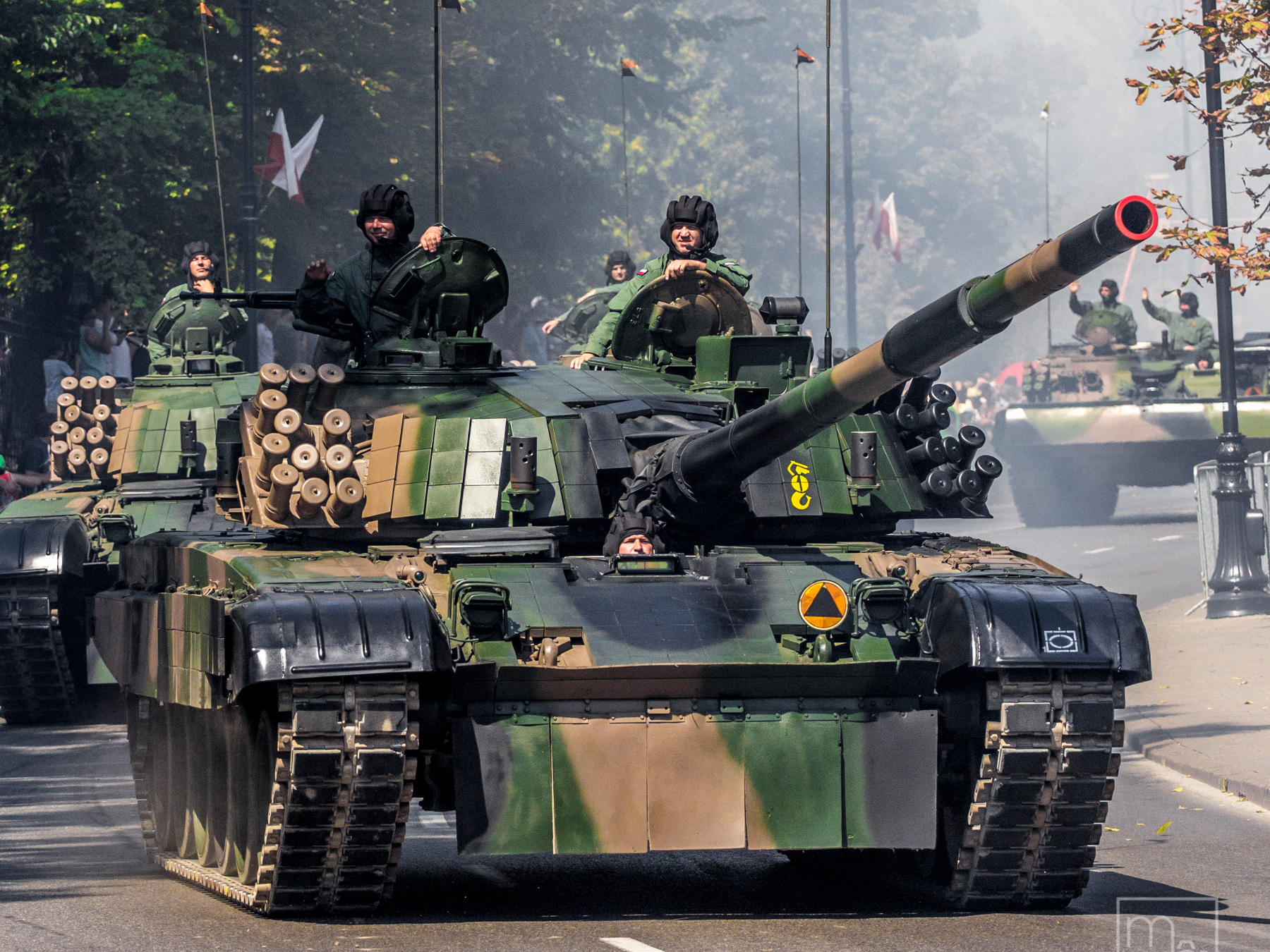
PT-91 in parata nel 2015

Lo scafo del PT-91 è composto da piastre di acciaio saldate rinforzate da materiale composito. La corazza frontale, come sul T-72M1, raggiunge i 220 mm di spessore, che uniti alla particolare inclinazione della corazza fanno sì che un proiettile debba attraversare l'equivalente di 500–600 mm di acciaio e materiale composito. La resistenza della corazza viene ulteriormente elevata con l'adozione della corazza reattiva ERAWA. La corazza laterale, di 80 mm di spessore, è in grado di proteggere il carro dai proiettili di armi di calibro medio piccolo. La corazza della torretta raggiunge i 280 mm ed è rinforzata con la corazza reattiva ERAWA. I lati dello scafo sono protetti da grembiuli in acciaio sulla cui parte anteriore è installata la corazza reattiva. Il PT-91 è dotato di sistemi di protezione NBC.
Il power pack (motore, cambio e trasmissione) si trova nella parte posteriore del carro. Il motore è un PZL-Wola S-12U diesel V12 raffreddato ad acqua con una cilindrata di 38 900 cm³ in grado di generare 850 hp (625 kW) di potenza. Il cambio è a 7 marce.
Il PT-91 è equipaggiato con un cannone 2A46 Rapira-3 da 125 mm con un alzo massimo di +15° e uno minimo di -5°. A destra del cannone è fissata la mitragliatrice coassiale PKT da 7,62 mm. La precisione del puntamento è affidata dallo stabilizzatore elettroidraulico 2E28M, che tuttavia è un sistema obsoleto che pecca in affidabilità. Sulla cima della torretta è installata la mitragliatrice antiaerea NSWT cal. 12,7 x 108 mm. Infine sui lati del carro sono installati 12 tubi per il lancio delle granate fumogene anti-laser Tellur da 80 mm, 12 tubi per lanciagranate fumogene 902A da 81 mm e i sensori del sistema antipuntamento Obra. Il cannone 2A46 è caricato da un sistema automatico (come avviene nel T-72), in grado di alloggiare 22 munizioni. Ulteriori 20 munizioni sono contenute nella santabarbara, localizzata nella torretta del carro e nello scafo.

## Impiego operativo
Nel 1993 il Ministero della difesa polacco ordinò i primi 20 PT-91 per utilizzarli in prove sul campo e per essere valutati dall'esercito. I primi 10 PT-91 sono stati consegnati alla 34ª Brigata Corazzata della 11ª Divisione corazzata di cavalleria nel gennaio 1995 e il secondo lotto di 10 PT-91 è stato consegnato alla stessa unità nel marzo 1995. In totale l'esercito polacco ha ricevuto 233 PT-91, di cui un prototipo e 232 per il servizio, tra il 1995 e il 2002.
Nel 2002 la Malaysia ha acquistato 48 PT-91M, 6 WZT-4, 3 MID-M, 5 PMC-91M e 1 SJ-09, che sono stati consegnati tra il 2007 e il 2011, in ritardo rispetto alla previsione di ultimare le consegne nel 2008 a causa di problemi di integrazione del motore, della trasmissione e del sistema di puntamento. Il PT-91M ha raggiunto la prontezza al combattimento il 1º settembre 2010.
Nel gennaio 2023 il primo ministro polacco Mateusz Morawiecki ha annunciato il trasferimento di 30 PT-91 alle forze armate ucraine. I PT-91 donati sono stati assegnati alla 22ª Brigata meccanizzata e alla 117ª Brigata meccanizzata. Nel luglio 2023 è stata confermata la prima perdita in combattimento di un PT-91.  A partire da agosto 2024 i PT-91 sono stati impiegati nell'offensiva nell'oblast' di Kursk.

## Varianti
- PT-91 Twardy: aggiornamento dei T-72M
  - T-72M1Z: denominazione dell'esercito polacco per i PT-91 derivati dai T-72M1, più leggeri di 700 kg, con una maggiore altezza da terra e con sistemi di comunicazione diversi rispetto ai PT-91
- PT-91A Twardy: prototipo con un motore PZL-Wola S-1000 da 1 000 hp[12]
- PT-91Z Hardy: prototipo con un sistema di puntamento Sagem Savan-15 e nuovo sistema di stabilizzazione del cannone
- PT-91E, PT-91Ex: prototipi di una versione destinata all'esportazione con un'auxiliary power unit, mitragliatrice coassiale FN MAG o UKM-2000C, motore S-1000 con cambio automatico integrato, cannone 2A46MS da 125 mm, sistema di puntamento Savan-15, visori Sagem VIGY-15, sistema di stabilizzazione Sagem EPS-91M[13][14]Il prototipo di PT-91Ex

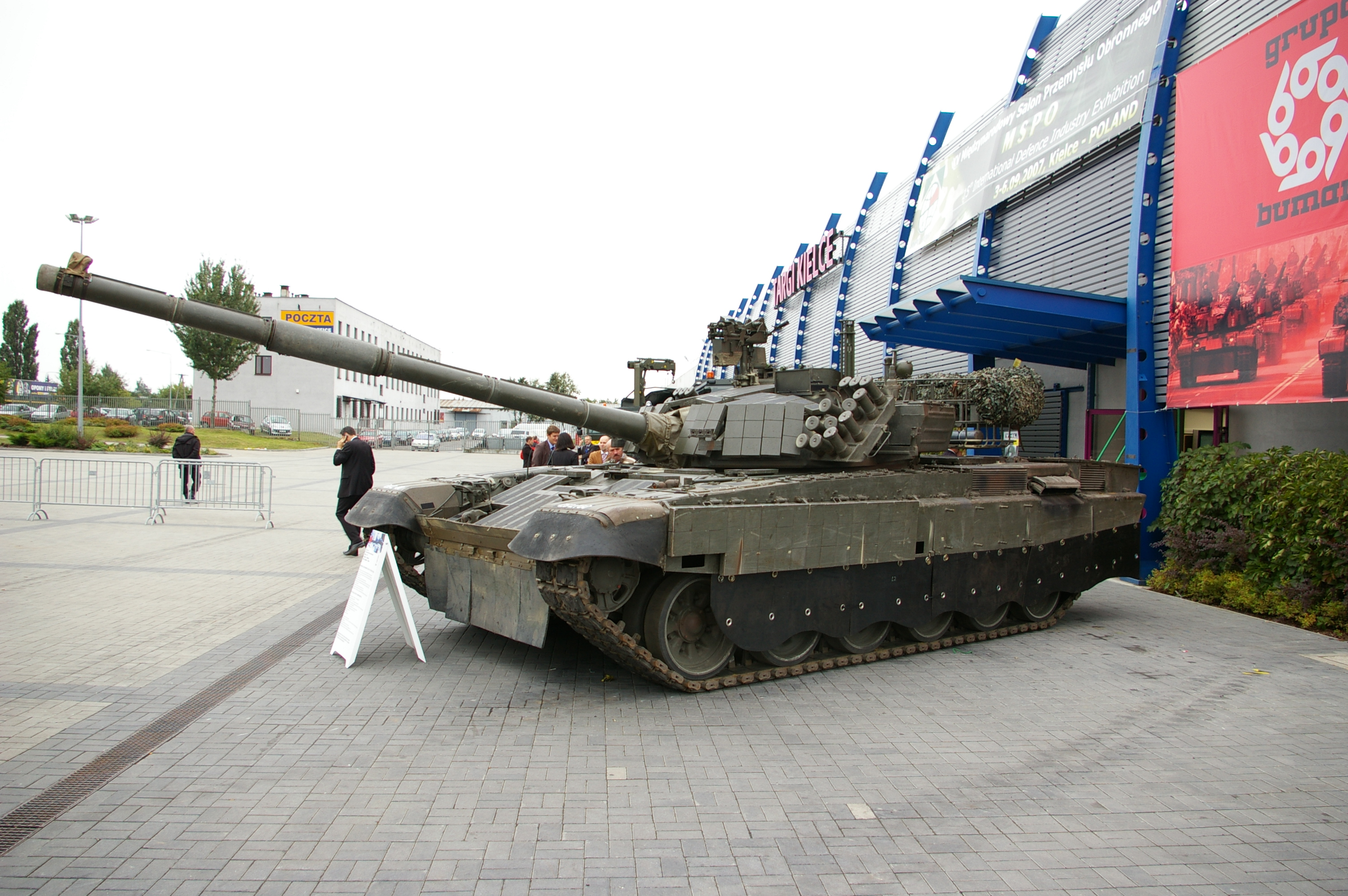
Il prototipo di PT-91Ex

- PT-91M Pendekar: variante destinata alla Malaysia con sistema di puntamento Sagem Savan-15, motore S-1000 e trasmissione automatica Renk, cannone 2A43MS da 125 mm con nuovo sistema di stabilizzazione, una FN MAG coassiale e una Browning M2 antiaerea, sistema di comunicazione Thales, corazza reattiva ERAWA 2 e cingoli Diehl Defence
- PT-91P: prototipo di una variante destinata al Perù con sistema di puntamento Drawa-TG, mirino termico, sistema di comunicazione ammodernato e battlefield management system Teldat[14]
- PT-91U, PT-91EU: modifiche del PT-91 e del PT-91E destinate al combattimento in aree urbane con torretta remotizzata ZSMU Kobuz, battlefield management system Trop e radio Radmor RRC9310AP
- PT-16: dimostratore presentato nel 2016 con aggiunta di corazza composita nello scafo e nella torretta, aumento della corazzatura del fondo dello scafo, cannone da 120 mm, nuova santabarbara in torretta con sistema di caricamento automatico[15]
- PT-17: dimostratore con torretta prodotta in Ucraina con cannone ucraino KBM-2 da 120 mm, santabarbara in torretta e sistema di caricamento automatico e un motore S-1000R[16]
- PT-91M2: proposta di aggiornamento con un motore S-12U da 850 hp o S-1000R con trasmissione meccanica modificata, cingoli in gomma prodotti da OBRUM e Bumar-Łabędy, una APU, cannone 2A46MS, nuovo sistema di stabilizzazione elettromeccanico, sistema di puntamento Savan-15 o Elbit Knight, corazza reattiva anche sulla parte frontale dello scafo, un visore notturno PNK-72 Radomka, una telecamera posteriore diurna e notturna PCO KDN-1 Nyks, corazza reattiva ERAWA di terza generazione, sistema di puntamento Savan-15 e 24 lanciagranate fumogene 902A[17][18][19]Un prototipo di PT-91M2

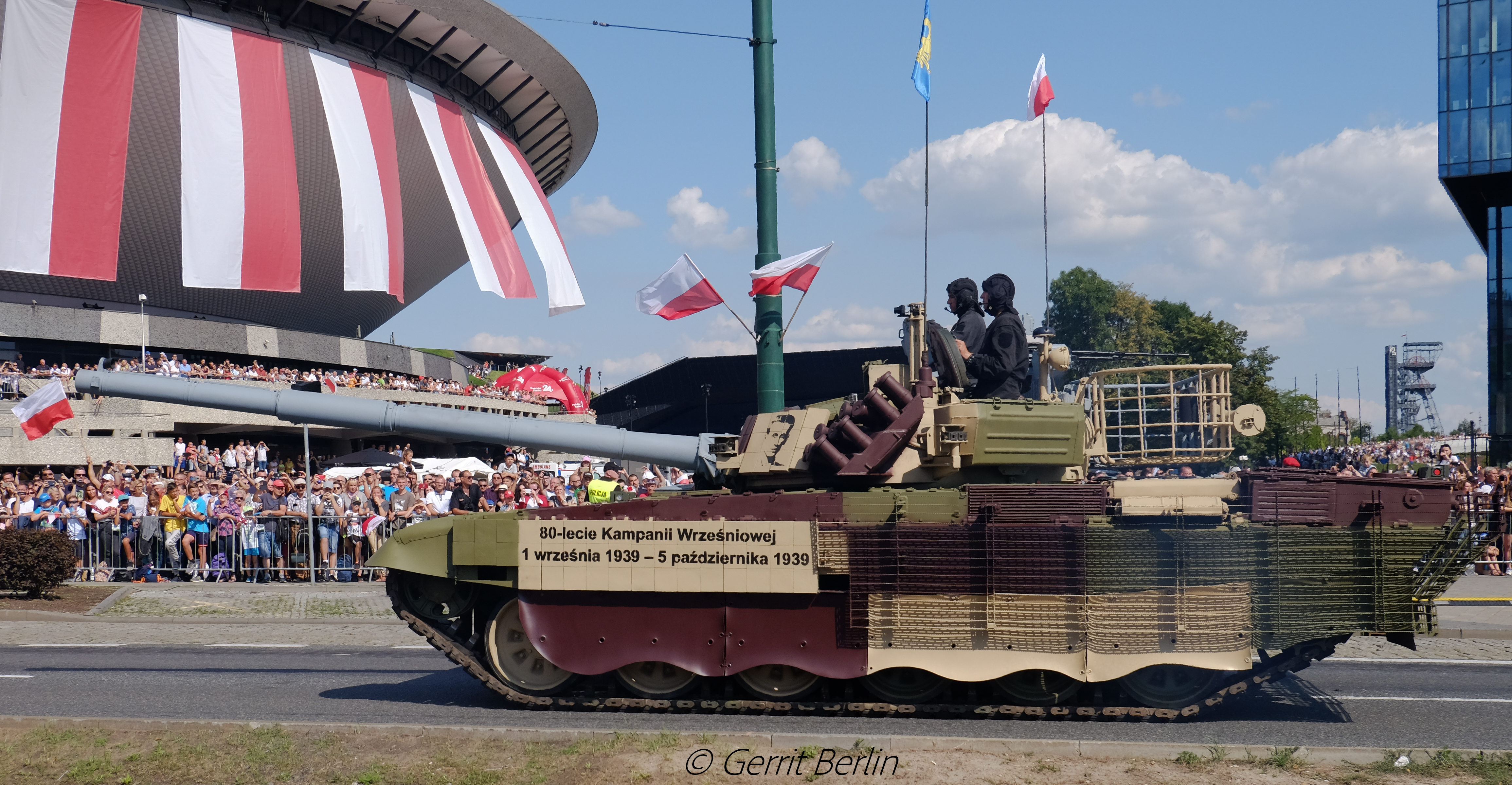
Un prototipo di PT-91M2

- WZT-3M: veicolo corazzato da recupero prodotto in 29 esemplari, di cui 20 WZT-3 aggiornati allo standard PT-91 e 9 di nuova produzione
- WZT-4: veicolo corazzato da recupero su base del PT-91M prodotto in 6 esemplari
- MID: veicolo del genio su base del PT-91 prodotto in 8 esemplari
- MID-M: veicolo del genio su base del PT-91M prodotto in 3 esemplari
- PMC-Leguan: veicolo gettaponte su base del PT-91M con un ponte Leguan prodotto in 5 esemplari
- SJ-09: veicolo di scuola guida
- PZA Loara: sistema antiaereo su scafo di PT-91 con due 35 mm GDF prodotto in 3 prototipi

## Utilizzatori
Malaysia
- Tentera Darat Malaysia

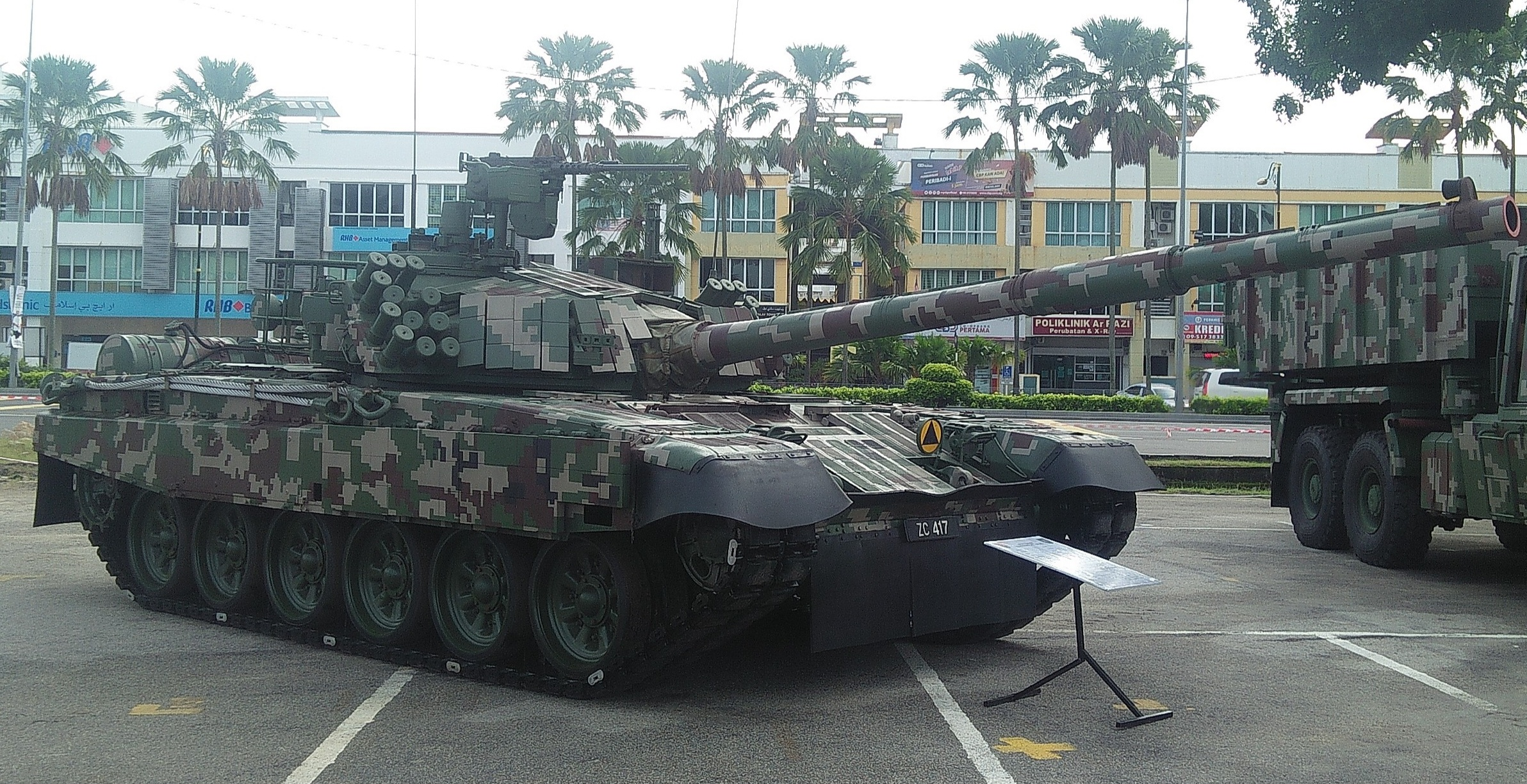
Un PT-91M Pendekar

48 PT-91M, 6 WZT-4, 3 MID-M, 5 PMC-91M e un SJ-09 consegnati tra il 2007 e il 2011. Tutti gli esemplari sono in servizio nel 2024.
 Polonia
- Wojska Lądowe

Un prototipo e 232 esemplari di serie consegnati tra il 1995 e il 2002.
 Ucraina
- Forze terrestri ucraine

Almeno 60 PT-91 donati dalla Polonia nel 2023.